# 富岡村 (宮城県)
富岡村（とみおかむら）は、昭和30年（1955年）まで宮城県柴田郡北東部にあった村。現在の村田町菅生および川崎町支倉・支倉台にあたる。

## 沿革
- 1889年（明治22年）4月1日 - 町村制施行に伴い、支倉村と菅生村が合併して富岡村が発足。
- 1955年（昭和30年）4月20日 - 旧・支倉村域（37.05㎢、2,747人）が川崎町と合併して新制の川崎町の一部に、旧・菅生村域（13.74㎢、1,460人）が村田町・沼辺村と合併して新制の村田町の一部になる。

## 行政

### 歴代村長
| 代 | 氏名         | 就任                  | 退任                      | 備考 |
| -- | ------------ | --------------------- | ------------------------- | ---- |
| 1  | 高橋勝治     | 1889年（明治22年）4月 | 1901年（明治34年）4月     |      |
| 2  | 佐藤今朝治   | 1901年（明治34年）4月 | 1907年（明治40年）12月    |      |
| 3  | 八巻孫左衛門 | 1908年（明治41年）2月 | 1917年（大正6年）8月      |      |
| 4  | 大野市左衛門 | 1917年（大正6年）10月 | 1929年（昭和4年）11月     |      |
| 5  | 河野幸蔵     | 1929年（昭和4年）11月 | 1934年（昭和9年）1月      |      |
| 6  | 佐藤幸七     | 1934年（昭和9年）2月  | 1938年（昭和13年）3月     |      |
| 7  | 佐山栄三郎   | 1938年（昭和13年）3月 | 1946年（昭和21年）3月     |      |
| 8  | 佐藤幸七     | 1946年（昭和21年）3月 | 1947年（昭和22年）4月     | 再任 |
| 9  | 富田廣重     | 1947年（昭和22年）4月 | 1955年（昭和30年）4月19日 |      |

## 地域

### 人口
| 1920年 | 3,005人 |  |
| 1925年 | 3,177人 |  |
| 1930年 | 3,381人 |  |
| 1935年 | 3,400人 |  |
| 1940年 | 3,334人 |  |
| 1947年 | 4,090人 |  |
| 1950年 | 4,162人 |  |

※国勢調査による

### 教育
- 富岡村立菅生小学校
- 富岡村立支倉小学校
  - 富岡村立支倉小学校小沢分校
- 富岡村立富岡中学校